# عمود حدبات

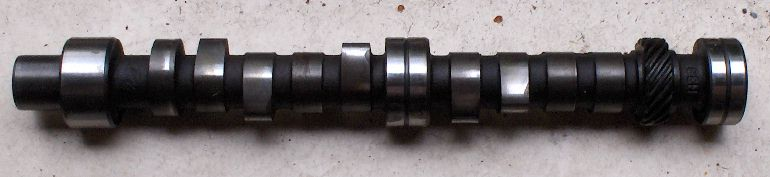

عمود الحدبات أو عمود الكامات هو عمود متصل بعدد من الحدبات.
في محرك الاحتراق الداخلي، يستمد عمود الحدبات حركته الدورانية من العمود المرفقي مباشرة ويحولها الي حركة ترددية مستقيمة عندما يضغط على دليل الصمام والياي المثبت فيه لإدخال إدخال خليط الاحتراق داخل المحرك وكذلك خروج العادم من صمام آخر وبنفس الطريقة في توقيتات زمنية مرتبطة بحركة العمود المرفقي.

## موضع عمود الحدبات
يوجد عمود الحدبات في محرك الاحتراق الداخلي، يستمد عمود الحدبات حركته الدورانية من العمود المرفقي مباشرة، ويحولها الي حركة ترددية مستقيمة عندما يضغط على دليل الصمام والياي المثبت فيه، لإدخال خليط الاحتراق داخل المحرك، وكذلك خروج العادم من صمام آخر، وبنفس الطريقة في توقيتات زمنية مرتبطة بحركة العمود المرفقي.

## تلف عمود الحدبات
يمكن التعرف على تلف عمود الحدبات  من تلف الكامة أو تأكل الحدبة نتيجة لقله الزيت الواصل إلى الحدبة. ومن الممكن أيضًا وجود كسر في عمود الحدبات. ومن اسباب كسر عمود الحدبات وجود عيب في كراسى عامود الحدبة، لو كان هناك تأكل في إحدى بنسبة أعلى من الحدبات الأخرى، سيسبب ذلك بكسر عمود الحدبات مع السرعات العالية.